# غلام‌احمد نوید
غلام‌احمد نوید (۱‍۲۸۰-۱۳۶۳) شاعر اهل افغانستان بود.

## زندگی
نوید در کابل متولد شد. تحصیلات مقدماتی را نزد پدر گذراند و نزد هاشم شایق و عبدالهادی داوی شاگردی کرد. مولانا یعقوب فراهی از افرادی بود که در پرورش استعداد شعری او نقش داشت. نوید از غزل‌سرایان برجستهٔ افغانستان است.